# Irumu
Irumu este un oraș în  provincia Haut-Congo, Republica Democrată Congo. În 2012 avea o populație de 10 750 de locuitori, iar în 2004 avea 9 163.